# Гудеок
Гудеок (око 476.) је владао у време Отокарове владавине у Италији. То је време када се Лангобарди све више спуштају са севера, ратујући са околним племенима Вандала, Ругија, Туркилинга и Херула. Наследио га је његов син Клеф.